# Pšovlky
Pšovlky (Duits: Pschoblik) is een Tsjechische gemeente in de regio Midden-Bohemen en maakt deel uit van het district Rakovník. Het dorp ligt op 10 km afstand van de stad Rakovník en 8 km van Jesenice.
Pšovlky telt 287 inwoners.

## Etymologie
De naam van het dorp betekent dorp van de wolvenjagers en is afgeleid van het werkwoord pcháti, wat steken (in de zin van neersteken) betekent.

## Geschiedenis
De eerste schriftelijke vermelding van Pšovlky dateert van 1273, toen Pšovlky genoemd werd in de boeken van het klooster van Teplá. In 1408 werd het dorp in het kadaster van het klooster van Chotěšov vermeld door de beheerder van het kasteel in het dorp Křenice. In die tijd was Bušek Dlask bestuurder van het dorp, minimaal tot 1426. Dlask had een afgehakte wolfskop met drie tanden op een bloederig schild als wapen. Waarschijnlijk stamde hij af van de nobele familie Kinští.
Sinds 2003 is Pšovlky een zelfstandige gemeente binnen het district Rakovník.

## Bezienswaardigheden
Het 13e-eeuwse fort is bewaard gebleven. Het fort werd tijdens de Dertigjarige Oorlog deels verwoest, maar daarna weer herbouwd en gerestaureerd. Sinds 2019 wordt het fort gerestaureerd door de plaatselijke bewoners in samenwerking met het Ministerie van Cultuur van Tsjechië, dat hiervoor een subsidie verstrekte.

## Verkeer en vervoer

### Autowegen
De weg II/228 loopt door de gemeente en verbindt Pšovlky met Jesenice en Rakovník.

### Spoorlijnen
Station Pšovlky ligt aan de spoorlijn Rakovník - Bečov nad Teplou. De lijn is een enkelsporige regionale lijn waarop het vervoer in 1897 begon.
Op werkdagen rijden er 14 treinen per dag; in het weekend 8.

### Buslijnen
Op werkdagen rijdt lijn 564 van Transdev Střední Čechy 5 keer per dag tussen Rakovník, Pšovlky, Jesenice en Žďár. In het weekend rijdt er geen bus door het dorp.